# Fas-рецептор
Fas-рецептор (англ. Fas receptor, сокр. FasR), также известный как апоптозный антиген 1 (APO-1 или APT), кластер дифференцировки 95 (CD95) или член суперсемейства рецепторов фактора некроза опухолей 6 (TNFRSF6) — белок, который у людей кодируется геном FAS. Впервые Fas был идентифицирован с использованием моноклональных антител, полученных путём иммунизации мышей клеточной линией FS-7. Таким образом, название Fas происходит от FS-7-ассоциированного поверхностного антигена.
Рецептор Fas представляет собой так называемый рецептор смерти, расположенный на поверхности клеток, активация которого приводит к запрограммированной гибели клеток (апоптозу). Активация FasR является началом одного из двух путей апоптоза — рецептор-опосредованного (он является внешним), второй путь — митохондриальный (внутренний). Ген, кодирующий FasR у людей локализован на 10-й хромосоме и на 19-й у мышей. Подобные последовательности, являющиеся эволюционно связанными (ортологи), обнаружены у большинства млекопитающих.

## Ген
Ген рецептора FAS расположен на длинном плече 10-й хромосомы (10q23.31) у людей и на 19-й хромосоме у мышей. Ген находится на смысловой цепи (+) (т.н. цепь Уотсона) и имеет длину 25 255 оснований, организованных в девять экзонов, кодирующих данный белок.

## Белок
В предыдущих отчётах было идентифицировано до восьми вариантов сплайсинга, которые транслируются в семь изоформ белка. Индуцирующий апоптоз рецептор Fas называют изоформой 1 и представляет собой трансмембранный белок 1 типа. Многие из других изоформ являются редкими гаплотипами, которые обычно связаны с состоянием заболевания. Однако две изоформы, апоптоз-индуцирующая мембраносвязанная форма и растворимая форма, являются нормальными продуктами, синтез которых посредством альтернативного сплайсинга регулируется цитотоксическим РНК-связывающим белком TIA1.
Зрелый белок Fas содержит 319 аминокислот, имеет предсказанную молекулярную массу 48 кДа и разделён на 3 домена: внеклеточный домен, трансмембранный домен и цитоплазматический домен. Внеклеточный домен содержит 157 аминокислот и богат остатками цистеина. Трансмембранный и цитоплазматический домены содержат 17 и 145 аминокислот соответственно. Экзоны с 1 по 5 кодируют внеклеточную область. Экзон 6 кодирует трансмембранную область. Экзоны 7-9 кодируют внутриклеточную область.

## Функции
Fas образует сигнальный комплекс, инициирующий смерть (DISC) при связывании лиганда. Тример Fas-лиганд (FasL), закреплённый на мембране на поверхности соседней клетки, вызывает олигомеризацию Fas. Имеются недавние исследования, в которых предполагалось, что тримеризация Fas не может быть подтверждена. Другие модели предполагают олигомеризацию до 5-7 молекул Fas в DISC. Данное событие также имитируется связыванием агонистического антитела Fas, хотя некоторые данные свидетельствуют о том, что индуцируемый антителом апоптотический сигнал ненадёжен при изучении передачи сигналов Fas. С этой целью было использовано несколько хитроумных способов тримеризации антител в исследованиях in vitro.
При последующей агрегации домена смерти (DD) рецепторный комплекс интернализуется с помощью клеточного эндосомального механизма. Это позволяет адаптивной молекуле FADD связывать домен смерти Fas со своим собственным доменом смерти.
FADD также содержит эффекторный домен смерти (DED) вблизи его аминокислотного конца, который облегчает связывание с DED FADD-подобного бета-превращающего фермента интерлейкина 1 (FLICE), более часто называемого каспазой 8. Затем FLICE может самостоятельно активироваться посредством протеолитического расщепления на субъединицы p10 и p18, две из которых образуют активный фермент гетеротетрамера. Активная каспаза 8 затем высвобождается из DISC в цитозоль, где она расщепляет другие эффекторные каспазы, что в конечном итоге приводит к деградации ДНК, мембранному блеббингу и другим признакам апоптоза.
Недавно было также показано, что Fas способствует росту опухоли, поскольку во время прогрессирования опухоли он часто подавляется или клетки становятся устойчивыми к апоптозу. Раковые клетки в целом, независимо от их чувствительности к апоптозу Fas, зависят от конститутивной активности Fas. Это стимулируется продуцируемыми опухолевыми клетками Fas-лигандов, необходимых для оптимального роста.
Хотя было показано, что Fas стимулирует рост опухоли в вышеупомянутых моделях мышей, анализ базы данных геномики рака человека показал, что FAS значительно не амплифицируется очагово в наборе данных из 3131 опухолей (FAS не является онкогеном), но значительно фокально удаляется во всех наборах данных из этих 3131 опухолей, предполагая, что FAS функционирует как супрессор опухолей у людей.
В культивируемых клетках FasL индуцирует различные типы апоптоза раковых клеток через рецептор Fas. На моделях AOM-DSS-индуцированной карциномы толстой кишки и MCA-индуцированной саркомы мышей было показано, что Fas действует как супрессор опухолей. Кроме того, рецептор Fas также опосредует опухоль-специфическую цитотоксичность Т-лимфоцитов (CTL).

## Роль в апоптозе
В некоторых статьях предполагается, что внешний путь Fas является достаточным для индукции полного апоптоза, происходящего в определённых типах клеток посредством сборки DISC и последующей активации каспазы 8. Эти клетки называются клетками 1 типа и характеризуются неспособностью антиапоптотических членов семейства Bcl-2 (а именно Bcl-2 и Bcl-xL) защищать от опосредованного Fas апоптоза. Характерные клетки 1 типа включают H9, CH1, SKW6.4 и SW480, все из которых представляют собой линии лимфоцитов, кроме последней, которая представляет собой линию клеток аденокарциномы толстой кишки. Тем не менее, в каскаде сигналов Fas существуют доказательства перекрёстных помех между внешним и внутренним путями.
В большинстве типов клеток каспаза 8 катализирует расщепление проапоптотического белка BH3-only Bid в его усечённую форму, tBid. Только BH-3 члены семейства Bcl-2 взаимодействуют исключительно с антиапоптотическими членами семейства (Bcl-2, Bcl-xL), позволяя Bak и Bax транслоцироваться на наружную митохондриальную мембрану, таким образом проникая в неё и облегчая высвобождение проапоптотические белки, таких как цитохром c и Smac/DIABLO, антагониста ингибиторов белков апоптоза (IAPs).

## Взаимодействие
Fas-рецептор взаимодействует со следующими белками:
- Каспаза 8,[13][14][15]
- Каспаза 10,[16]
- CFLAR,[14][15]
- FADD,[13][14][17][18][19][20]
- Fas лиганд,[13][21][22][23]
- PDCD6,[24] и
- SUMO1[25][26].

## Внешние ссылки
- MeSH FAS+Receptor